# جدار الصوت

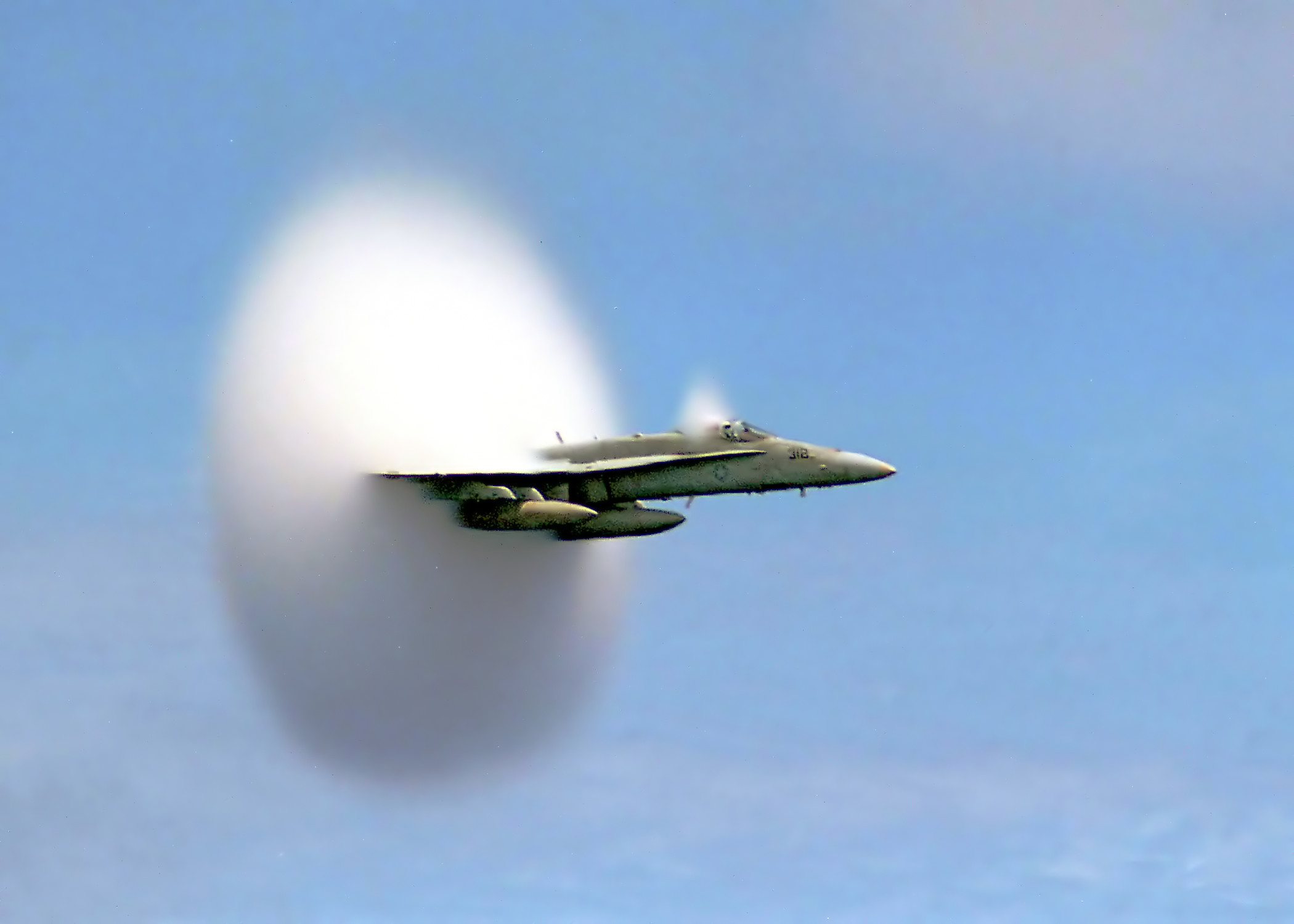
طائرة إف/إيه-18 هورنت تخرق جدار الصوت، تتكون الهالة البيضاء نتيجة لتكثّف حبيبات الماء نتيجة ما يعتقد أنه ارتفاع في الضغط الجوي حول جسم الطائرة.

في ديناميكا الهواء، يقصد بـ جدار الصوت المرحلة التي تنتقل فيها الطائرة من مرحلة الترانسونيك إلى المرحلة الفوق صوتية. أي قبل سرعة الصوت مباشرة وإلى ما هو أعلى منها. ظهر المصطلح للوجود خلال الحرب العالمية الثانية عندما بدأت بعض الطائرات تواجه أثار الانضغاطية، وهي حفنة من تأثيرات ديناميكا الهواء الغير متصلة ببعضها البعض. بحلول الخمسينات بدأت الطائرات «بكسر» جدار الصوت بشكل روتيني.

## التاريخ
تستطيع بعض أنواع السوط أن تتحرك بسرعة فوق صوتية، يخرق طرف السوط جدار الصوت ويصدر فرقعة جادة تعد فعلا دوي صوتي. تستطيع فوهات الأسلحة النارية منذ القرن التاسع عشر أن تحقق سرعة ابتدائية تفوق سرعة الصوت. كما أجرى بعض العلماء أبحاث معتمدة على نماذج وتطبيقات على الحاسب الألي جاءت بنتائج أن بعض الديناصورات طويلة الذنب مثل الأباتوسورس والديبلودوكس ربما كان لديها القدرة على تحريك ذيولها بسرعات فوق صوتية إلا أن هذا يعد افتراضا نظريا دون دليل مادي عليه.

## اقرأ أيضا
- بووم أوفرتشر
- ايريون AS2